# إلياس بقطر
إلياس بُقْطُر (بالفرنسية: Ellious Bocthor)‏ (1198 - 1236 هـ / 1784 - 1821 م) هو كاتب مصري قبطي. عيّن في كرسي اللغة العامية العربية في مدرسة اللغات للشباب École des jeunes de langues في باريس.
صنف «قاموس بقطر» عربي فرنسي، و«مختصر في الصرف» لتعليم التلاميذ بمدرسة اللغات الشرقية في باريس.